# Станичі (Капела)
45°58′ пн. ш. 16°50′ сх. д. / 45.96° пн. ш. 16.83° сх. д.
Станичі (хорв. Stanići) — населений пункт у Хорватії, в Б'єловарсько-Білогорській жупанії у складі громади Капела.

## Населення
Населення за даними перепису 2011 року становило 123 осіб.
Динаміка чисельності населення поселення: